# 눌재집목판각
눌재집목판각(訥齋集木版刻)은 광주광역시 광산구 소촌동에 있는 조선시대의 목판각이다. 1990년 11월 15일 광주광역시의 유형문화재 제16호로 지정되었다.

## 개요
조선 전기의 학자이자 문인인 눌재 박상(朴祥,1474∼1530) 선생의 시문집의 판각이다.
선생은 연산군 7년(1501) 정시을과에 급제하여 교서관 정자로 관직에 나아간 후 여러 관직을 거쳐 중종 25년(1529) 나주목사를 역임하였다. 학문으로 배운 바를 충실히 실천하는데 앞장섰던 인물로, 정사에 임하는 자세가 공정하고 청렴하였다.
선생이 남긴 글은 시(時), 부(賦), 서(序), 기(記), 발(跋), 제문(祭文), 문(文)으로 나누어지는데, 즉흥적이고 직설적인 면보다 내면적 여과를 거친 차분하고 완곡한 서정을 바탕으로 하고 있다.
목판각은 원집 7권, 속집 5권으로 총 12권으로 되어 있다. 처음 간행된 것은 명종 2년(1547) 금산수령 임억령이 선생의 유고집을 발행했으며, 다시금 간행된 것은 숙종 20년(1694) 김수항이 빠진 것을 원집에 합쳐서 정리하고 판각하였다. 헌종 7년(1841)에 재변이 있어 광주목사 조철영이 다시금 글자를 새기고 이어 누락된 것을 다시 수습하여 총 18편이 되었다.
현존하는 목판각은 양면판으로 1판에 4면을 인쇄하도록 되어 있으며, 크기는 모두 일정치 않다.

## 참고 자료
- 눌재집목판각 - 국가유산청 국가유산포털